# Dystrykty Południowej Afryki
Poniżej znajduje się lista 52 dystryktów, na jakie podzielona jest Południowa Afryka.

## Lista
- Prowincja Przylądkowa Zachodnia

1. Kapsztad
2. West Coast
3. Cape Winelands
4. Overberg
5. Eden
6. Central Karoo

- Prowincja Przylądkowa Wschodnia

1. Nelson Mandela Bay
2. Sarah Baartman
3. Amatole
4. Chris Hani
5. Joe Gqabi
6. O.R. Tambo
7. Alfred Nzo

- Wolne Państwo

1. Xhariep
2. Motheo
3. Lejweleputswa
4. Thabo Mofutsanyane
5. Fezile Dabi

- Prowincja Przylądkowa Północna

1. Namakwa
2. Pixley ka Seme
3. Siyanda
4. Frances Baard
5. John Taolo Gaetsewe

- Prowincja Północno-Zachodnia

1. Bojanala Platinum
2. Ngaka Modiri Molema
3. Dr Ruth Segomotsi Mompati
4. Dr Kenneth Kaunda

- Gauteng

1. West Rand
2. Johannesburg
3. Sedibeng
4. Ekurhuleni
5. Metsweding
6. Tshwane

- Limpopo

1. Mopani
2. Vhembe
3. Capricorn
4. Waterberg
5. Sekhukhune

- Mpumalanga

1. Gert Sibande
2. Nkangala
3. Ehlanzeni

- KwaZulu-Natal

1. Amajuba
2. Zululand
3. Umkhanyakude
4. uThungulu
5. Umzinyathi
6. Uthukela
7. uMgungundlovu
8. iLembe
9. Durban
10. Ugu
11. Sisonke